# Прозор (Оточац)
Прозор је насељено мјесто у Лици. Припада граду Оточцу, Личко-сењска жупанија, Република Хрватска.

## Географија
Прозор је удаљен око 4 км југоисточно од Оточца. Кроз насеље протиче ријека Гацка. У близини насеља пролази ауто-пут Загреб – Сплит.

## Култура

### Говор
Становници углавном говоре чакавским нарјечјем, као и остала насеља с претежито католичким становништвом Гацке долине.

## Становништво
Према попису из 1991. године, насеље Прозор је имало 1.041 становника. Према попису становништва из 2001. године, Прозор је имао 935 становника. Прозор је према попису становништва из 2011. године, имао 893 становника.
| Демографија | Демографија | Демографија |
| Година      | Становника  | Становника  |
| ----------- | ----------- | ----------- |
| 1961.       | 1.248       |             |
| 1971.       | 1.175       |             |
| 1981.       | 1.073       |             |
| 1991.       | 1.041       |             |
| 2001.       | 935         |             |
| 2011.       |             | 893         |

## Попис 1991.
На попису становништва 1991. године, насељено место Прозор је имало 1.041 становника, следећег националног састава:
| Попис 1991.‍   | Попис 1991.‍  | Попис 1991.‍ | Попис 1991.‍ | Попис 1991.‍ |
| ------------- | ------------ | ----------- | ----------- | ----------- |
|               |              |             |             |             |
| Хрвати        | Хрвати       |             | 1.029       | 98,84%      |
| Срби          | Срби         |             | 4           | 0,38%       |
| Немци         | Немци        |             | 2           | 0,19%       |
| Словенци      | Словенци     |             | 1           | 0,09%       |
| неопредељени  | неопредељени |             | 1           | 0,09%       |
| непознато     | непознато    |             | 4           | 0,38%       |
| укупно: 1.041 |              |             |             |             |